# Jeziornica (Sipiory)
Jeziornica – część wsi Sipiory w Polsce położona w województwie kujawsko-pomorskim, w powiecie nakielskim, w gminie Kcynia.
Do 31.12.2008 nosiła nazwę Jeziernica.
W latach 1975–1998 Jeziornica administracyjnie należała do województwa bydgoskiego.